# Computer Augmented Design And Manufacturing
 (avril 2020).
Si vous disposez d'ouvrages ou d'articles de référence ou si vous connaissez des sites web de qualité traitant du thème abordé ici, merci de compléter l'article en donnant les références utiles à sa vérifiabilité et en les liant à la section « Notes et références ».
 (avril 2020).
CADAM est un logiciel de conception assistée par ordinateur conçu et réalisé par Lockheed qui le développa pour la création de ses propres avions. Il utilisait au départ des écrans à balayage cavalier (un peu à la manière d'une console Vectrex). D'abord l'IBM 2250, puis par la suite l'IBM 3250. Dans les années 1980, cette technologie fut remplacée par des écrans à balayage de type TV (rasters, les IBM 5080) permettant à la fois l'usage de la couleur et l'absence de scintillement même en cas d'image très chargée.
CADAM signifiait Computer Augmented Design And Manufacturing. Le produit permettait en effet de simuler l'usinage des pièces conçues, et même de programmer en langage APT les machines-outils à commande numérique permettant de fabriquer les pièces. Il disposait même d'une interface géométrique lui permettant d'exporter ses modèles de dessins vers d'autres logiciels, et en particulier vers des applications APL (GRAPHPAK, BIGAM/BGSS, etc.).
IBM vit dans ce logiciel un moyen de promouvoir la vente de ses écrans 2250 et 3250, et le commercialisa pour Boeing à l'échelle planétaire.
Vers 1980, un produit concurrent de l'avionneur français Dassault, CATI - qui deviendra CATIA - sembla compléter de façon opportune CADAM, avec lequel il s'interfaçait, dans le domaine du 3D. À la suite d'un dossier monté par l'ingénieur Jean-Pierre Glachant, il fut introduit en deux ans au catalogue IBM.
Pour des raisons de conception mathématique plus affermie (CADAM visait surtout à remplacer de façon pragmatique la planche des dessinateurs industriels; il n'était pas conçu dans l'optique d'une généralisation rapide à d'autres domaines), CATIA égala, puis dépassa, CADAM dans la 2D, dans le même temps qu'il s'étendait à d'autres domaines comme le maquettage virtuel. 20 ans plus tard, Boeing lui-même renonça à son CADAM et se mit à utiliser CATIA pour la conception de ses propres appareils.